# Akiyama Nobutomo

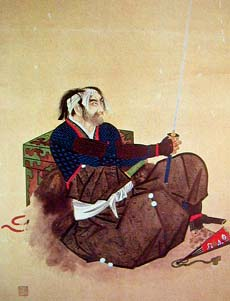
Akiyama Nobutomo

Akiyama Nobutomo (Japans: 秋山 信友) (1531 - 23 december, 1575) was een samoerai uit de late Sengoku-periode. Hij was een vazal van de Takeda-clan en diende onder Takeda Shingen en Takeda Katsuyori. Hij verwierf faam als een van de Vierentwintig generaals van Takeda Shingen.
Nobutomo werd geboren in een respectabele familie en ging in dienst bij Shingen. Hij vocht uitmuntend tijdens de campagne naar het district Ina in 1547, en kreeg de noordelijk helft van Ina, het huidige district Kamiina als dank. Tijdens het vervolg van zijn dienst hield hij de vooral defensieve functie van het beheren van kastelen zoals kasteel Takato en kasteel Iida. Hij verwierf de bijnaam Takeda no Mogyu (武田の猛牛), let. razende stier van de Takeda-clan, en in 1568 diende hij als diplomaat toen hij afgevaardigde was voor Shingen bij het huwelijk van de oudste zoon van Oda Nobunaga, Oda Nobutada, met een dochter van Shingen te kasteel Gifu.
Nadat hij was belast met het beheer van kasteel Iida, kreeg hij opdracht een campagne te leiden naar de provincie Mino. In 1573 wist hij kasteel Iwamura te veroveren toen de verdediger Toyama Kageto plots overleed aan een ziekte. Het moreel van de verdedigers van kasteel Iwamura stortte in en vrouwe Toyama (de vrouw van Kageto), die tevens een tante was van Nobunaga, koos ervoor te trouwen met Nobutomo voor zijn bescherming. Nobutomo stuurde de geadopteerde zoon van Kageto, Gobomaru (御坊丸), terug, die later Oda Katsunaga zou worden, heerser van de provincie Kai. Het kasteel zou later gebruikt worden als basis in gevechten met tegen de provincie Mino.
Na de dood van Takeda Shingen diende Nobutomo zijn opvolger Takeda Katsuyori. Na het verlies van Katsuyori in de slag bij Nagashino in 1575, stond Nobutomo alleen te kasteel Iwamura. Nobutomo wist verscheidene aanvallen door troepen van Oda Nobutada af te slaan, tot Oda Nobunaga in november zijn hoofdmacht terug leidde van het front. Nobutomo tekende een staakt-het-vuren om zich over te geven nadat hij besefte dat hij geen kans had tegen de overmacht, maar Nobunaga verbrak het staakt-het-vuren en gaf zijn troepen het bevel alle troepen onder Nobutomo en tevens zijn vrouw, de tante van Nobunaga, te doden. Nobutomo en zijn vrouw werden naar de rivier Nagara gebracht, waar ze gedood werden.

Akiyama Nobutomo · Amari Torayasu · Anayama Nobukimi · Baba Nobuharu · Hara Masatane · Hara Toratane · Ichijo Nobutatsu · Itagaki Nobukata · Kosaka Masanobu · Naito Masatoyo · Obata Masamori · Obata Toramori · Obu Toramasa · Oyamada Nobushige · Saigusa Moritomo · Sanada Nobutsuna · Sanada Yukitaka · Tada Mitsuyori · Takeda Nobukado · Takeda Nobushige · Tsuchiya Masatsugu · Yamagata Masakage · Yamamoto Kansuke · Yokota Takatoshi